# Бленквіт
Бленквіт (пол. Blękwit, нім. Blankwitt) — село в Польщі, у гміні Злотув Злотовського повіту Великопольського воєводства.
Населення — 310 осіб (2011).
У 1975-1998 роках село належало до Пільського воєводства.

## Демографія
Демографічна структура станом на 31 березня 2011 року:
|          | Загалом | Допрацездатний вік | Працездатний вік | Постпрацездатний вік |
| -------- | ------- | ------------------ | ---------------- | -------------------- |
| Чоловіки | 157     | 30                 | 117              | 10                   |
| Жінки    | 153     | 26                 | 105              | 22                   |
| Разом    | 310     | 56                 | 222              | 32                   |